# Dreizylindermotor

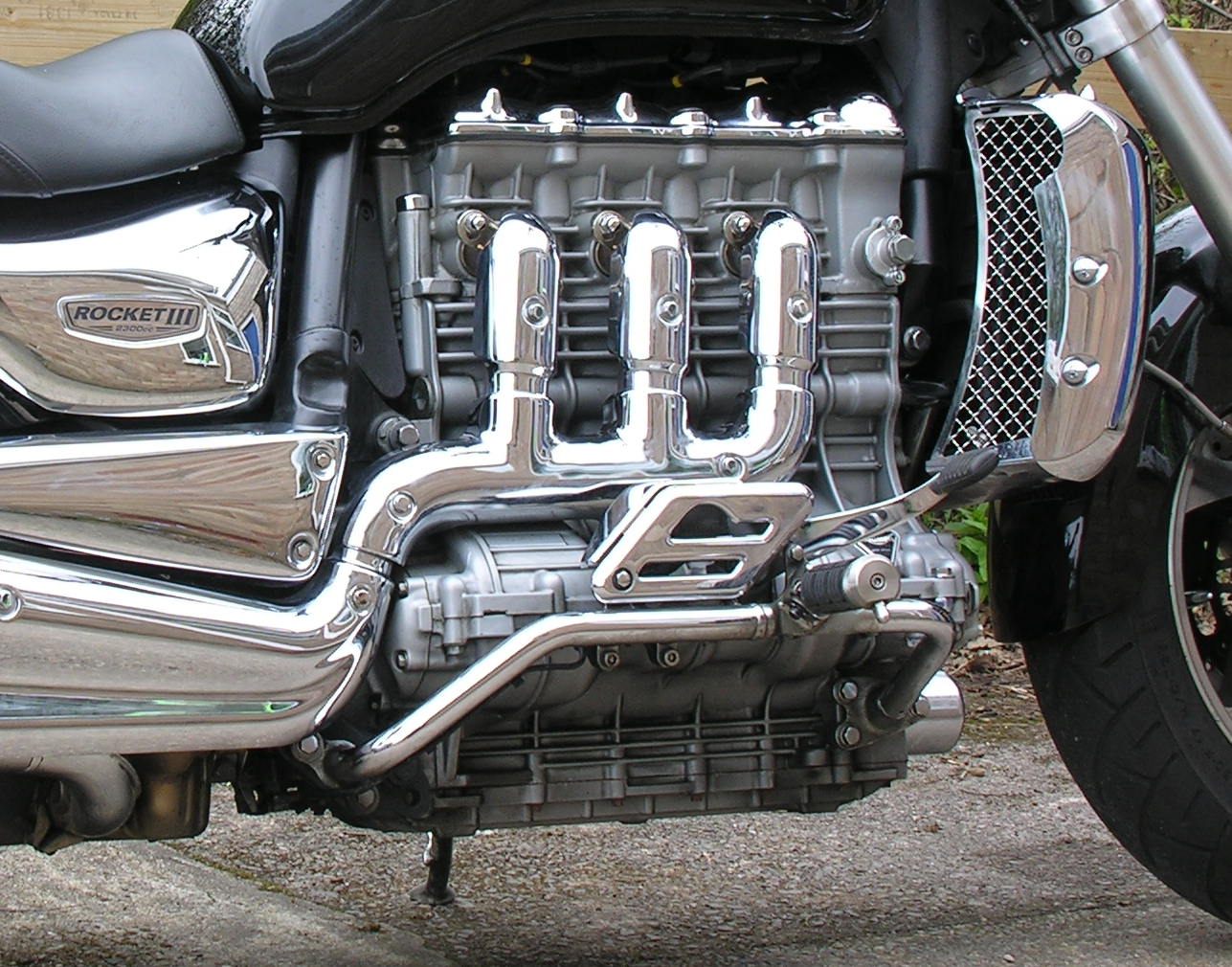
Reihendreizylinder an einer Triumph Rocket III

Der Dreizylindermotor ist eine Bauart von Hubkolbenmotoren, besonders von Verbrennungsmotoren. Dreizylinder-Reihenmotoren sind im Vergleich zu Vierzylindermotoren günstiger herzustellen und haben weniger innere Reibung. Dadurch sinkt der Kraftstoffverbrauch.

## Beschreibung

### Bauarten
Die meisten Dreizylindermotoren sind Reihenmotoren, seltener V-Motor und sehr viel seltener Sternmotor. Ein Dreizylindermotor kann sowohl als Otto- als auch als Dieselmotor ausgelegt sein. Beide Varianten können nach dem Zweitakt- oder dem Viertaktprinzip arbeiten. Im Pkw-Bau sind sie fast immer wassergekühlt, in Motorrad- und Sternmotoren sowohl wasser- als auch luftgekühlt.

### Anwendungen
Sie dienen als Antrieb von Motorrädern, Pkw und, in Form von Außenbordern, von Booten.
Bei PKW werden die insbesondere in Kleinwagen und in der Kompaktklasse eingesetzt. Auch bei Traktoren spielt der Dreizylindermotor seit Jahrzehnten eine wichtige Rolle und gewinnt mit Turbolader und Direkteinspritzung weiter an Bedeutung. Beispiele für altbewährte Dreizylindermotoren im Traktorenbau sind der Deutz F3L 812 bzw. Deutz F3L 912 sowie der Ford 175DF, Perkins A3.152, der Steyr T190 und der IHC D-179.
Im Zuge der Bestrebungen zu weiterer Kraftstoffeinsparung ersetzten zahlreiche Hersteller in den letzten Jahren Vierzylinder- durch Dreizylindermotoren in den Hubraumklassen bis 1,5 Liter. Dabei findet ein downsizing statt, sodass auch Fahrzeuge mit 0,9–1,1 Liter Hubraum wieder vermehrt Verbreitung finden. Beispiele aus dem deutschen Automobilbau:
- Opel im Jahre 1997 im Modell Corsa.
- VW brachte 1999 den Lupo 3L TDI auf den Markt (ein sogenanntes Drei-Liter-Auto mit 1,2 Litern Hubraum, 44 kW, aufgeladener Diesel-Direkteinspritzer).
- VW/Audi baute von 11/2001–05/2005 einen Dreizylinder-Diesel (TDI) mit etwa 75 PS (z. B. im VW Polo IV und Audi A2). Auch im VW Polo V (seit 2009) gibt es einige Dreizylinder-Motoren, ebenso wie im Kleinstwagen VW up!.
- Ford brachte im Frühjahr 2012 einen Dreizylinder-EcoBoost-Motor mit einem Hubraum von 998 cm³ heraus, der wahlweise 74, 88 oder 92 kW (100, 120 oder 125 PS) leistet und in diversen Ford-Modellen Verwendung findet. Seit 2018 wird auch ein 200 PS leistender 1,5-Liter-Motor gebaut, der beispielsweise im Fiesta ST zum Einsatz kommt.
- BMW hat 2013/2014 einige aufgeladene Dreizylindermotoren eingeführt. Sie werden in BMW-Modellen und auch in MINI-Modellen eingesetzt. Der Dieselmotor-Dreizylinder hat die Bezeichnung BMW B37; der Ottomotor-Dreizylinder B38.

In der Vergangenheit waren Dreizylindermotoren bereits im Zweitaktmotorenbau verbreitet. Aufgrund des beim Zweitaktmotor prinzipbedingt großen Kraftstoffverbrauchs waren Vierzylindermotoren unwirtschaftlich und wurden in der Automobilgeschichte mit Ausnahme des Aero 50 und der DKW-Schwebeklasse nicht in Serie verwendet. Stattdessen wurden, ausgehend von Zweizylindermotoren, Dreizylindermotoren zur Leistungs- und Drehmomentsteigerung verwendet, deren Kraftstoffverbrauch sich noch in vertretbaren Grenzen hielt. So verfuhren unter anderem Yamaha (Bootsmotoren), Saab, DKW und IFA/Wartburg.
Bei Motorrädern wurden Reihendreizylinder schon in den 1970ern von Laverda, Triumph (Trident 750 ab 1969) und Kawasaki und später wieder in zahlreichen Modellen wie zum Beispiel der Rocket III und der Speed Triple eingesetzt. Ebenso von BMW zwischen 1985 und 1996 in der BMW K 75, daneben von Yamaha früher in der XS 750/850 und neuerdings in der MT-09 sowie von Benelli und MV Agusta seit 2012 (F3, Brutale).
Außerdem gibt es diese Bauweise häufig bei kleineren Schiffen (auch als Hilfsmotor), als Generator-Antrieb sowie in weiteren Anwendungen wie Baumaschinen.
In Lkw der Hersteller Fried. Krupp Motoren- und Kraftwagenfabriken und Commer wurden auch dreizylindrige Zweitakt-Diesel-Gegenkolbenmotoren verwendet.

#### Besondere Bauformen

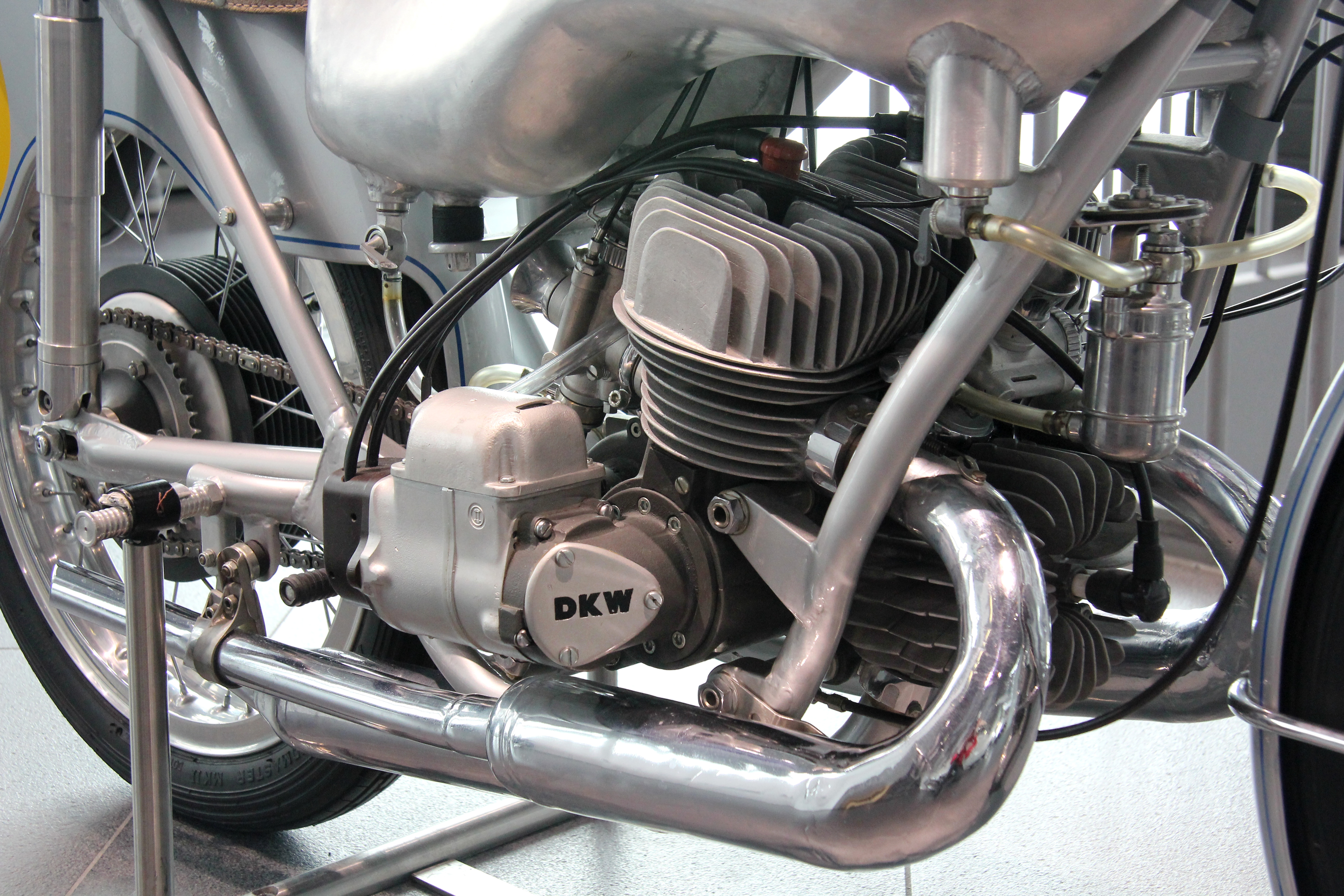
Dreizylinder-V-Motor der DKW 350 RM von 1953

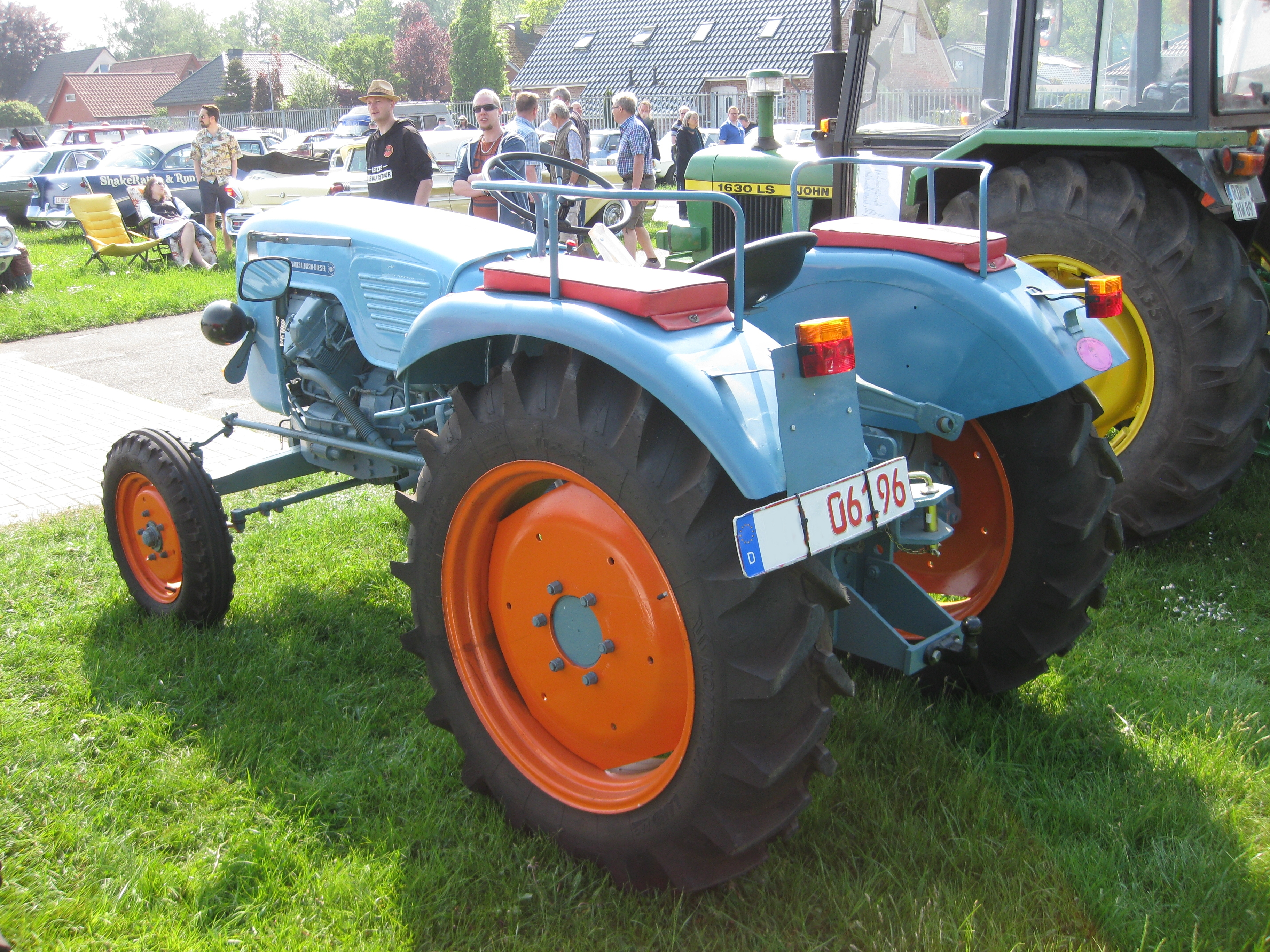
Heckansicht: 1 Zylinder links

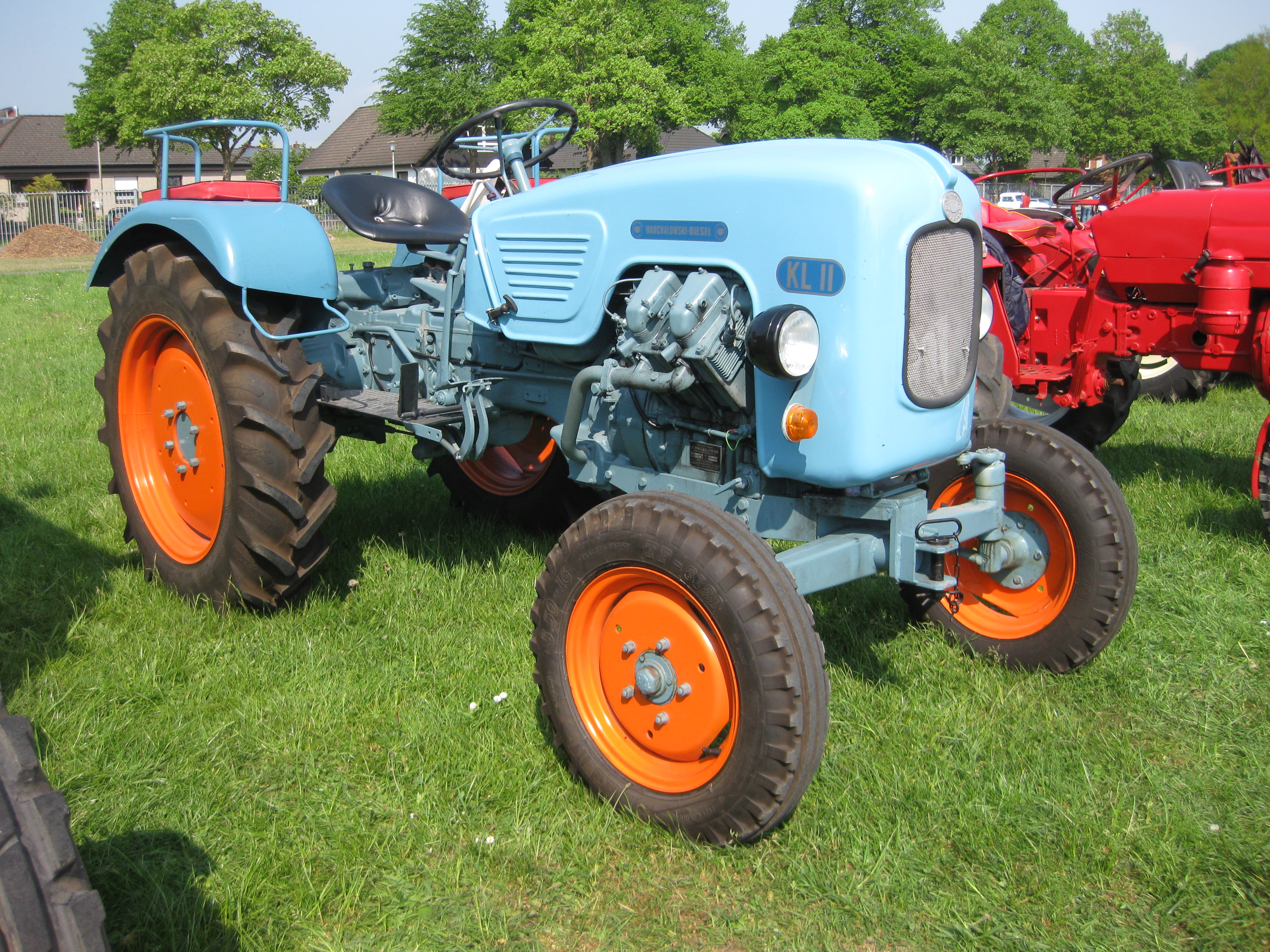
Frontansicht: 2 Zylinder rechts

Eine weitere Bauart von Dreizylindermotoren ist der Dreizylinder-V-Motor, bei dem zwei äußere Zylinder parallel und der mittlere nach vorn geneigt angeordnet ist, wie er bei der DKW RM 350 von 1953, die wegen ihres Klanges den Beinamen „Singende Säge“ erhielt, und mehreren Motorrädern der Marke Honda, z. B. der RS 500 R in den 1980er-Jahren eingesetzt wurde. Diese Modelle wurden jedoch nur kurz gebaut. Das österreichische Unternehmen Maschinenfabrik Warchalowski verbaute derartige Motoren in Traktoren.
Es gab Versuche, Dreizylinder-Sternmotoren als Antrieb für Autos oder Motorräder einzusetzen (zum Beispiel beim Vorgänger der Megola sowie bei einigen Kleinserienherstellern). All diese Versuche kamen aber über das Prototypenstadium nicht hinaus. Lediglich im Flugzeugbau gab es einige Serienmotoren, wie zum Beispiel den in USA gebauten Szekely SR-3.
Eine weitere, sehr seltene Art von Dreizylindermotoren ist der W-Motor, auch Fächermotor genannt. Der französische Hersteller Alcyon baute solche Motoren, die 1904 der italienische Rennfahrer und Ingenieur Alessandro Anzani benutzte. Sie dienten auch als Antrieb für Flugzeuge (zum Beispiel den Bleriot-XI-Eindecker). Im Jahr 2000 brachte der US-amerikanische Custom-Bike-Hersteller Feuling R&D wieder ein Motorrad mit einem Dreizylinder-W-Motor heraus.

### Laufruhe
Dreizylinder-Reihenmotoren mit 120° Hubzapfenversatz haben von Natur aus eine etwas geringere Laufruhe als Vierzylinder-Reihenmotoren (wenn auch eine bessere als Zweizylinder-Reihenmotoren), da der Zündabstand größer ist und freie Massenmomente auftreten. Dabei treten ausschließlich freie Massenmomente erster Ordnung auf. Diese können über eine mit einfacher Kurbelwellendrehzahl gegenläufig drehende Ausgleichswelle vollständig ausgeglichen werden. Der Dreizylindermotor läuft dann von den Massenkräften und -momenten her so ruhig wie ein Sechszylindermotor, bei dem sich die angesprochenen Massenmomente erster Ordnung der beiden aufgetrennt gedachten Dreizylindermotoren gegenseitig aufheben.

## Weitere Verwendungen
Auch abseits von Verbrennungsmotoren existieren Dreizylinder, u. a. als Kolbenpumpen oder Kompressoren.